# La Chapelle-Saint-Géraud
La Chapelle-Saint-Géraud è un comune francese di 231 abitanti situato nel dipartimento della Corrèze nella regione della Nuova Aquitania.

## Società

### Evoluzione demografica
Abitanti censiti